# 코치에리
코치에리(루마니아어: Cocieri)는 몰도바 동부에 위치한 도시로 두버사리구의 행정 중심지이며 인구는 3,885명(2014년 기준)이다.